# 貝魯特海岸青年體育會
海岸青年(阿拉伯语：‎)，是一家位於黎巴嫩貝魯特地區的足球俱樂部，成立於 1966 年，參加黎巴嫩超級足球聯賽。隊名中شباب الساحل是阿拉伯語，意思是「海岸青年」；الساحل，意思是「海岸」，شباب，意思是「青年」。

## 榮譽

##### 黎巴嫩足總杯
獲獎者 (1): 1999–2000

亞軍 (3): 1987–88, 2008–09 , 2012–13

##### 黎巴嫩精英盃
獲獎者（1）： 2019

亞軍 (1): 1999

##### 黎巴嫩挑戰杯
獲獎者（2 人；聯合記錄）： 2014 年、2015 年

##### 黎巴嫩第二師
獲獎者 (2): 2005–06 , 2017–18

##### 黎巴嫩超級杯
亞軍 (2) : 2000, 2013